# Spanjeplein
Het Spanjeplein (Frans: Place d'Espagne) is een plein in de Belgische hoofdstad Brussel. Het is gelegen tussen de Grasmarkt en de Keizerinlaan. Het plein is een voetgangerszone.

## Geschiedenis
Het Spanjeplein ontstond bij de inhuldigingen van de Noord-Zuidverbinding in 1952. Aan het Europakruispunt ontstond een openluchtparking waarrond hotels, appartementen en een ondergrondse parking in de jaren 1980 kwamen. Het plein is de overdekking van die parking.
Het plein is de locatie van verschillende evenementen. Zo vond Boterhammen in de stad er van 1998 tot 2004 plaats.
Sinds 2006 draagt het plein ook de naam van de stripfiguur Marsupilami.

## Monumenten
Centraal op het plein staat een beeld van Don Quichot en Sancho Panza, personages uit het boek Don Quichot van Miguel de Cervantes. Het is een kopie van een beeld op het Plaza de España in Madrid. Het beeld werd in 1989 door Spanje aan de stad Brussel geschonken na het Spaans voorzitterschap van de Raad van de Europese Unie.
In 1995 werd op het plein een standbeeld van de Hongaarse componist en pianist Béla Bartók ingehuldigd. Het is een werk van Imre Varga, geschonken door de stad Boedapest ter gelegenheid van de vijftigste verjaardag van het overlijden van de componist. Bartók was na zijn vlucht voor de nazi's een tijd balling in Brussel.

## Galerij

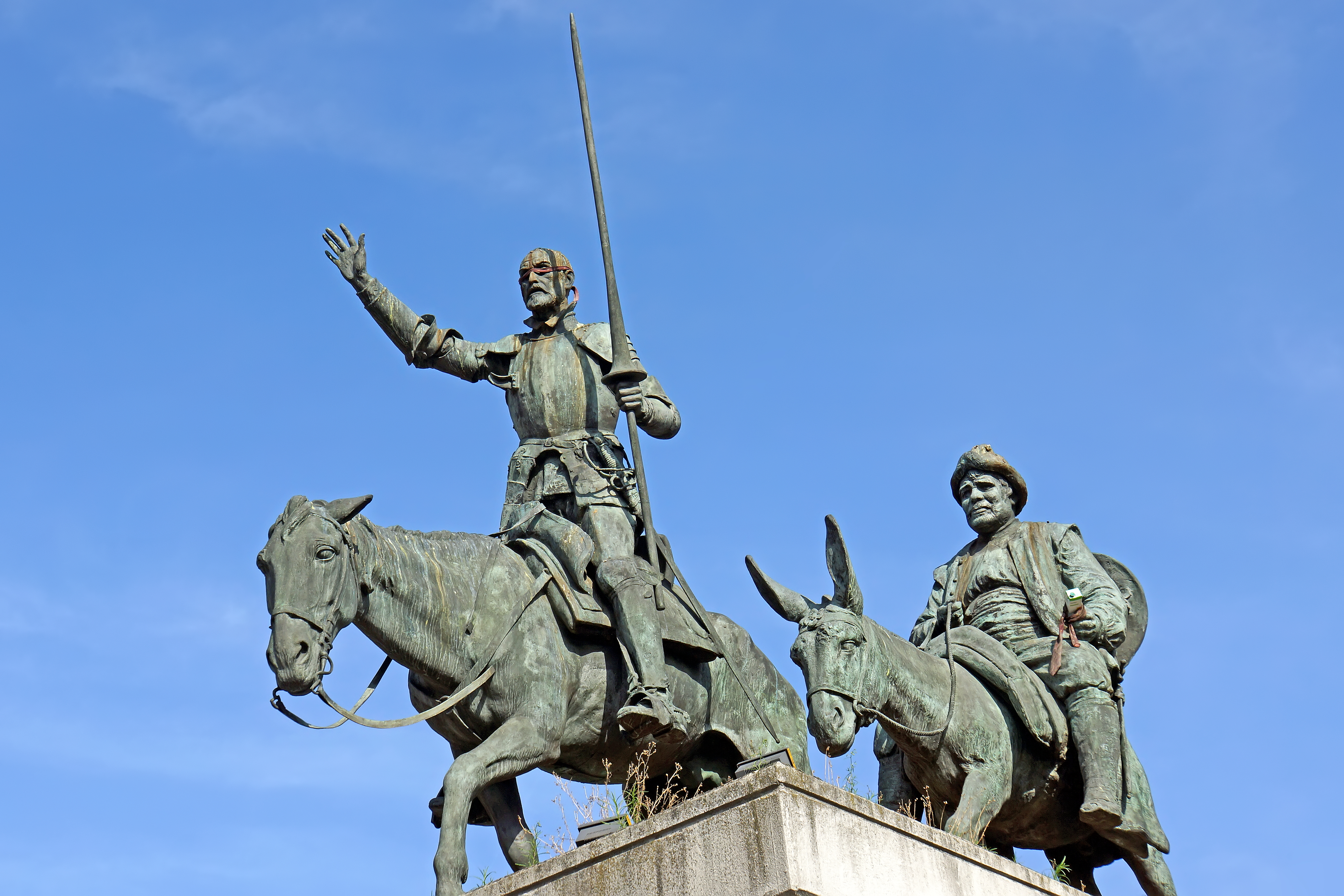
Standbeeld van Don Quichot en Sancho Panza
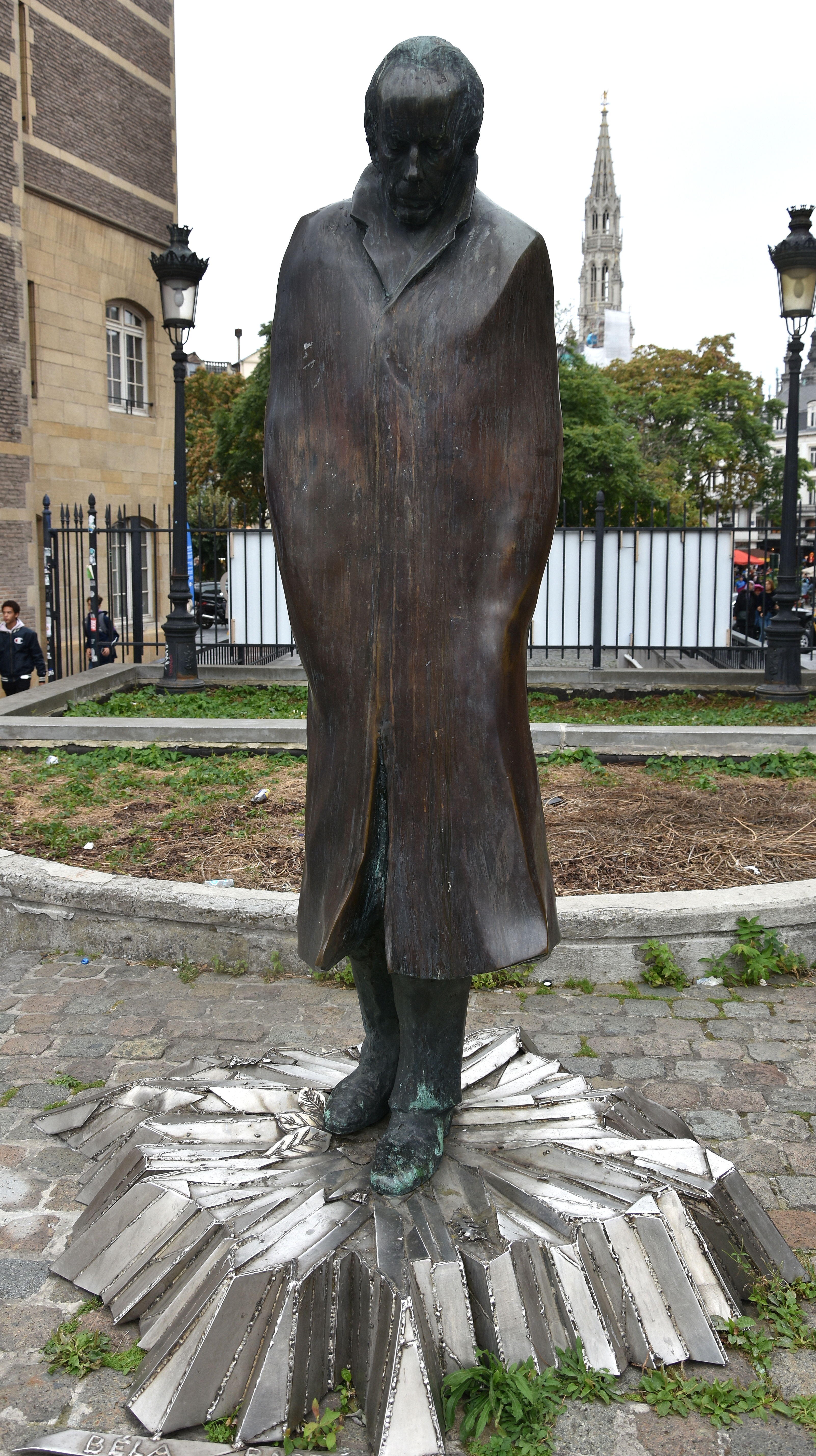
Standbeeld van Béla Bartók